# Alejandra Lagunes
Alejandra Lagunes Soto Ruiz  (11 de diciembre de 1971); es una comunicóloga mexicana, fue nombrada Coordinadora Nacional de Estrategia Digital en el 2012. Fue responsable de la creación y difusión de la Estrategia Digital Nacional de la Presidencia de México. Fue Senadora de la República (2018-2024) por el Partido Verde Ecologista de México.  
Su trayectoria profesional va desde la jefatura de departamento de prensa del gobierno federal de 1993 a 1999, la coordinación de ventas en empresas como MSN, Yahoo, Televisa; estrategias digitales para varios candidatos a elección poplular. Así como la cofundación de Google México.
Según la revista Forbes y Quién es una de las mujeres más influyentes del país.

## Trayectoria profesional
Es licenciada en Ciencias de la Comunicación por el Tecnológico de Monterrey, Campus Ciudad de México.[cita requerida]
Formó parte de Yahoo! y MSN por alrededor de 5 años. En 2005 fue parte del equipo fundador de Google México donde llegó a ser gerente de ventas.
Entre 2008 y 2009 trabajó para Televisa Interactive Media como directora de ventas. Después de ello se dedicó al marketing político dirigiendo las campañas políticas en medios digitales de diversos candidatos del Partido Revolucionario Institucional.
En 2011 se encargó de la estrategia digital de la campaña de Eruviel Ávila como candidato a gobernador del Estado de México.
Durante la LXI Legislatura de México fue suplente de su esposo, Pacchiano Alamán, entonces diputado federal por la vía plurinominal.[cita requerida]
Desde el inicio y hasta la finalización de la campaña de Enrique Peña Nieto a la presidencia de la República, Alejandra Lagunes fue coordinadora de estrategia y campaña digital. Dicha campaña no dejó de tener críticos que enfatizaron el supuesto uso de bots en redes sociales para la promoción de la imagen del candidato.
Al presentar el presidente electo su equipo de transición, fue nombrada Coordinadora del Programa de Estrategia y Gobierno Digital. Una vez que Peña Nieto asumió como presidente de México, Lagunes fue nombrada titular de la recién creada «Coordinación de Estrategia Digital Nacional de la Presidencia de la República» que pretendía promover en México el uso de las nuevas tecnologías y la inclusión plena del país a la era digital.

## Vida personal
Es esposa de Rafael Pacchiano Alamán, anterior Secretario de Medio Ambiente y Recursos Naturales. Con quien tiene dos hijas.[cita requerida]